# Samsung Galaxy Fold
Le Samsung Galaxy Fold ou Samsung Galaxy W20 5G, est un smartphone pliant sous Android produit et vendu par Samsung Electronics. Il s'agit du premier smartphone pliant de la marque, et premier appareil de la gamme Galaxy Z. Il a en effet la particularité de se plier à la manière d'un livre afin de faire rentrer son écran de 7,3 pouces dans une poche.
Le smartphone est présenté aux côtés des Samsung Galaxy S10 le 20 février 2019 à San Francisco, quelques jours avant le Mobile World Congress. La présentation est également diffusée en direct sur Internet et sur l'application mobile téléchargeable sur le Galaxy Store.

## Histoire

### Développement
Depuis la présentation d'un écran Samsung flexible au CES 2011, de nombreuses rumeurs sont alimentées à propos des futurs smartphones pliables. Plusieurs brevets sont par la suite déposés, et donnent une idée de l'avancement du projet.

### Lancement
Ce n'est que le 7 novembre 2018 que le produit est montré pour la première fois lors de la Samsung Developer Conference afin d'expliquer aux développeurs les enjeux et possibilités offertes par les smartphones pliables. Durant le CES 2019, certains journalistes sont invités à un évènement privé, où ils peuvent prendre en main le téléphone, mais leurs avis sont mis sous embargo.
Le smartphone est présenté au grand public le 20 février 2019, lors de la conférence annuelle dédiée aux Galaxy S. Sa sortie était prévue le 26 avril aux États-Unis et le 3 mai en France, mais après de nombreux problèmes rencontrés par les testeurs, Samsung décide de reporter la commercialisation.
Une nouvelle version du smartphone est présentée lors de l'IFA 2019. Elle possède un écran plus résistant et une charnière renforcée. Le téléphone est finalement lancé dans le monde le 18 septembre au prix de 2 020 €, en édition limitée.
Il est retiré des ventes le 31 décembre 2019. Son successeur, le Galaxy Z Fold 2, est présenté le 1er septembre 2020.

## Réception

### Première version
Les réactions à l'annonce du smartphone se font nombreuses et différentes.
Le public critique surtout le prix qu'il juge beaucoup trop élevé, surtout pour une première version.
À l'inverse, la presse se montre plus admirative de l'innovation, consciente qu'elle n'est pas encore destinée au grand public. Le quotidien The Guardian admet par exemple que « Le Fold promet d'être la prochaine étape dans l'évolution des smartphones ».

### Problèmes
Le 17 avril, quelques jours après l'ouverture des précommandes, plusieurs médias, dont The Verge, CNBC et Bloomberg, rapportent que l'écran de leur smartphone a cessé de fonctionner, après seulement une journée d'utilisation.
Le youtubeur Marques Brownlee constate le même problème après avoir retiré un film protecteur en plastique qu'il croyait optionnel.
De nombreuses critiques sont émises, questionnant notamment la fragilité du produit. Dans un communiqué, Samsung explique avoir pris conscience du problème et demande de ne pas retirer la couche en plastique. Le 20 avril, la marque annonce le report du smartphone, afin de l'améliorer et le rendre plus résistant.

### Version finale
Le smartphone, dans sa version revue, est très bien reçu par la presse. Anshel Sag du magazine Forbes écrit que l'appareil est de loin le plus impressionnant qu'il ait utilisé. Il salue notamment le grand écran et les possibilités qu'il offre pour l'utilisation de plusieurs applications en même temps.
Eric Zeman du site androidauthority.com conclut que le smartphone est un pas en avant vers le futur.
Fin 2019, une version améliorée nommée Galaxy W20 5G sort en Chine.

## Ventes
L'objectif de ventes initial était d'un million d'unités. En décembre 2019, Young Sohn, président de Samsung Electronics, annonce avoir atteint cet objectif, mais cette affirmation est rapidement démentie.
Koh Dong-jin, président de la division mobile de Samsung, admet finalement lors d'une interview au CES 2020 que le smartphone s'est vendu entre 400 000 et 500 000 exemplaires durant ses trois mois et demi de commercialisation, ce qui représente un chiffre d'affaires de presque un milliard de dollars.

## Caractéristiques

### Écran
Le Galaxy Fold est le premier appareil Samsung équipé d'un écran pliable, appelé "Infinity Flex", et conçu par la filiale Samsung Display du Groupe Samsung.
Il s'agit du premier smartphone commercialisé massivement disposant d'un écran pOLED (plastic OLED) flexible pouvant se replier sur lui-même. Cette technologie permet de faire rentrer l'écran de 7,3 pouces dans une poche, une fois replié. Dans sa version corrigée, l'écran est renforcé avec un film plastique le protégeant. D'après des tests internes, il pourrait résister à 200 000 ouvertures. Il est constitué d'une dalle 60 Hz de 1536×2152 pixels. 
Une fois le smartphone replié, un second écran AMOLED de 4,6 pouces (11,68 cm) peut être utilisé pour des effectuer des actions rapides.
D'après des sources internes, il aurait fallu six années à Samsung et 130 millions de dollars d'investissement pour penser et concevoir entièrement ce produit, les principaux défis étant de proposer une charnière qui permette une ouverture et une fermeture aussi naturelle qu'avec un livre, et un écran capable de se tordre.

### Appareil photo
Le Galaxy Fold dispose de six appareils photographique numérique (APN) au total.
Les trois capteurs principaux, les mêmes que sur le Galaxy S10, se trouvent à l'arrière du smartphone. Ils sont constitués d'un objectif ultra-grand angle (123°) de 16 Mpx, d'un objectif grand angle de 12 Mpx et d'un objectif téléphoto de 12 Mpx pour un zoom optique x2.
En façade, deux capteurs selfie se trouvent sur le grand écran, logés dans une encoche. Un autre capteur selfie à l'avant permet de prendre des appels vidéo avec le smartphone fermé. 
Globalement, le site gsmarena.com constate une très bonne qualité photo avec une plage dynamique large, y compris en situation de faible luminosité.

### Connectivité
La prise jack est supprimée pour la première fois sur un flagship Samsung, mais des écouteurs sans-fil, les Galaxy Buds, sont fournis gratuitement. Il n'y a pas non plus de port pour carte microSD.
Le smartphone se charge avec un port USB Type-C, compatible charge rapide, ou avec la charge sans-fil. Il est aussi équipé de la charge sans-fil inversée, pour recharger des écouteurs en les posant sur le dos du téléphone, par exemple.

### Processeur, mémoire et batterie
Contrairement aux Galaxy S10, le Galaxy Fold est équipé dans le monde entier d'un processeur octo-core Qualcomm Snapdragon 855 gravé en 7 nm. Il est disponible dans une unique version avec 12 Go de mémoire et 512 Go de stockage, non extensible et compatible uniquement 4G+. La 5G est quant à elle seulement disponible en Chine sur une version améliorée nommée Samsung W20 5G.
Le Galaxy Fold possède deux batteries, une de chaque côté de la charnière, pour une capacité totale de 4 380 mAh. Elles permettent 10 heures d'utilisation du smartphone sur le grand écran, contre onze pour le Galaxy Note 10+, d'après le test de Tom's Guide. Il est cependant possible d'utiliser le petit écran en façade pour réduire la consommation de batterie.

### Logiciel
Du point de vue logiciel, le smartphone tourne sur Android, avec la surcouche Samsung One UI. Des optimisations ont été réalisées sur l'appareil pour prendre en compte ce nouveau design et les deux écrans. Il est possible par exemple de réaliser du multi-tâche avec trois applications ouvertes et affichées en même temps. Il y a cependant quelques applications non compatibles.
Lors de l'ouverture du smartphone, les éléments affichés sur l'écran externe apparaissent automatiquement sur le grand écran, et sont redimensionnés. Samsung appelle cela la "continuité des applications".
Samsung aurait travaillé avec Google pour optimiser les applications sur ce type d'écran. Désormais, les interfaces visuelles des applications peuvent se moduler à la grandeur et au format de l'écran.
En 2020, Samsung apporte certaines des nouveautés du Galaxy Z Flip et du Galaxy Z Fold 2 grâce à une mise à jour. Parmi ces ajouts, le flex mode permet d'optimiser l'aspect de certaines applications comme l'appareil photo, les notes ou YouTube en fonction de l'ouverture du téléphone. Ainsi, si le téléphone est à moitié ouvert sur l'application Samsung Notes, la partie supérieure de l'écran affiche le texte, et la partie inférieure le clavier, à la manière d'un ordinateur. Le dual preview permet d'afficher un retour d'image sur les deux écrans du téléphone, lors de la prise d'une photo. Le sujet peut alors se voir, comme dans un miroir tandis que le photographe tient le téléphone.

## Problèmes

### Fragilité de l'écran
Dans sa première version, l'écran du Galaxy Fold se montrait extrêmement fragile. Plusieurs testeurs l'ont en effet cassé après avoir enlevé un film en plastique qu'ils croyaient retirable. Des tests indépendants ont aussi montré que le téléphone rencontrait des problèmes d'affichage après seulement 18 000 pliures, bien loin des 200 000 mis en avant par la marque.
L'écran interne, du fait de sa conception en plastique se raye facilement, et peut être déformé avec des ongles. L'espace entre les deux parties du smartphone permet, lorsqu'il est refermé, aux poussières de s'infiltrer et de rayer l'écran.
Un autre test a montré que le smartphone devenait inutilisable après une unique chute, même protégé par la coque fournie gratuitement avec. Le média spécialisé dans le démontage de smartphones iFixit a mis en avant plusieurs problèmes de conception qui pourraient être responsables de cette fragilité.
Dans sa version finale, Samsung assure avoir renforcé la structure du smartphone. La marque annonce aussi que l'écran peut être réparé gratuitement durant la période de garantie de 1 an.

### Bugs des applications
Entre le moment où l'appareil a été montré pour la première fois aux développeurs et sa date de commercialisation, de nombreuses applications n'ont pas eu le temps de se mettre à jour pour supporter les écrans pliables, ou n'y ont pas vu d'intérêt. Ainsi, certains programmes se ferment lors du passage d'un écran à un autre, ou d'autres ne supportent pas le ratio du grand-écran. C'est par exemple le cas d'Instagram.
Samsung a mis en place un certain nombre de paramètres pour forcer la compatibilité, mais ils ont pour conséquences de créer de grosses bordures noires de chaque côté de l'application. La marque s'est aussi associée avec Google afin d'établir des standards à suivre pour les applications Android destinées aux smartphones pliables.

### Charnière
Plusieurs tests révèlent que du sable et des poussières peuvent rentrer dans la charnière, provoquant alors un bruit de crissement lors de l'ouverture. Dans la version revue du smartphone, Samsung annonce avoir ajouté des brosses filtrant les particules.
D'autres médias critiquent le fait que la charnière peut difficilement s'ouvrir en position intermédiaire, et oppose trop de résistance lors de l'ouverture à une main.